# Chiến tranh không theo quy ước
Chiến tranh không theo quy ước (unconventional warfare - UW) là sự hỗ trợ của phong trào nổi dậy hoặc kháng chiến nước ngoài chống lại chính phủ của họ hoặc một thế lực chiếm đóng. Trong khi chiến tranh thông thường được sử dụng để làm giảm khả năng quân sự của đối phương trực tiếp thông qua các cuộc tấn công và diễn tập, thì chiến tranh không thông thường là một nỗ lực nhằm đạt được chiến thắng một cách gián tiếp thông qua một lực lượng ủy nhiệm. UW trái ngược với chiến tranh thông thường ở chỗ các lực lượng thường bí mật hoặc không được xác định rõ và nó chủ yếu dựa vào lật đổ và chiến tranh du kích.

## Mục tiêu
Như với tất cả các hình thức chiến tranh, mục tiêu chung của chiến tranh không theo quy ước là tạo niềm tin rằng hòa bình và an ninh là không thể thực hiện được nếu không có sự thỏa hiệp hoặc nhượng bộ. Hai định nghĩa ban đầu được tuyên bố: "Mục đích của các nỗ lực Chiến tranh Không thông thường của Hoa Kỳ là khai thác các lỗ hổng chính trị, quân sự, kinh tế và tâm lý của một cường quốc thù địch bằng cách phát triển và duy trì các lực lượng kháng chiến để hoàn thành các mục tiêu chiến lược của Hoa Kỳ." hoặc theo John F.Kennedy: "Có một kiểu chiến tranh khác — cường độ mới, nguồn gốc cổ xưa — chiến tranh của du kích, quân lật đổ, quân nổi dậy, sát thủ; chiến tranh phục kích thay vì chiến đấu, xâm nhập thay vì xâm lược, tìm kiếm chiến thắng bằng cách làm xói mòn và kiệt sức đối phương thay vì giao tranh với anh ta. Nó săn mồi về tình trạng bất ổn. " 
Chiến tranh không theo quy luật có thể được sử dụng để thúc đẩy một trong ba kết quả chiến lược: Lật đổ chính phủ hiện tại hoặc chiếm giữ quyền lực, gián đoạn hoạt động của quyền lực đó hoặc cưỡng bức quyền lực đó.